# Журнал Windows
Журнал Windows или Windows Journal в англ. версии — компонент операционной системы Windows, включенный в состав Windows 7, Windows 8. Приложение позволяло создавать заметки от руки. Для составления рукописной заметки в ней можно использовать компьютерную мышь, графический планшет или планшетный ПК.
Журнал Windows был частично включён в состав Windows 8 в некоторых редакциях, но сейчас его можно скачать с официального сайта Microsoft.

## История
Впервые это приложение появилось в составе операционной системы Windows XP Tablet PC Edition и позволяло создавать заметки в формате .JNT. Также появилась поддержка печати заметок.
Журнал Windows заметно не обновлялся после своего появления и в конечном итоге устарел, хотя он тестировался на совместимость на протяжении всех разработок новых версий Windows и был исправлен для устранения уязвимостей безопасности в мае 2016 года. Он был доступен в первоначальном выпуске Windows 10, но уже отсутствовал летом 2016 года в Anniversary Update. Все его функции доступны в OneNote, который интегрирован в Windows 10. OneNote не поддерживает файлы .JNT, но Microsoft предлагает возможность установки журнала и инструмента для преобразования файлов .JNT в файлы OneNote.
9 августа 2016 года, Microsoft выпустила еще один патч (KB3161102) для удаления журнала Windows из Windows 7 и Windows 8.1 из-за того, что формат файла Journal Note File (JNT) подвержен уязвимостям безопасности.

## Формат файлов JNT
Microsoft не предоставила никакой документации по своему проприетарному формату файлов .JNT, что затрудняет или делает невозможным чтение или запись таких файлов другими разработчиками программного обеспечения. Следовательно, другие программы не могут импортировать файлы журнала Windows. Файлы .JNT должны быть преобразованы в другие форматы, такие как XML, с помощью Journal Reader Supplemental Component для использования другими приложениями.